# Дану (кельтська міфологія)
Дану (ірл. Danu, валл. Danu, брет. Annu, шотл. гел. Danu) — в кельтській (ірландській) міфології богиня творення, мати-прародителька основної групи богів кельтської (ірландської) міфології, могутніх і прекрасних туатів, які увійшли до переказів як Плем'я богині Дану (Туата де Дананн / Tuatha De Danann — Плем'я богів, чия мати Дана), четвертої з п'яти міфічних «рас», що правили Ірландією до приходу Синів Міля (людей), предків сучасних ірландців.
Фігура богині, оточена птахами і дітьми і разом з іншими божествами, прикрашає котел з Гундеструпа.
Представників Племені богині Дану вважали чарівниками і володарями магічних знань. Дану визнавалася матір'ю-прародителькою богів, з яких найшанованіші Дагда («Добрий бог»), Луг («Сяючий» — бог світла), Нуаду («Збирач хмар», перший король туатів), Бригіта («Вершина», дочка Дагда, покровителька мудрості), Діан Кехт (бог-лікар), Гоїбніу (бог-коваль), Огма («Сонцеликий», брат Дагда). 
Після поразки від Синів Міля (людей) в Битві при Тїльтіу Племена Богині Дану були змушені ховатися від очей смертних в підземному світі. З тих пір підземна Ірландія стала царством туатів, колись могутні Племена богині Дану — мешканцями пагорбів, владиками нижнього світу, в пізньому фольклорі перетворених в сидів (ірл. Sidhe) — ірландських ельфів, фей і гоблінів, а Дану — покровителькою ельфів і фей.